# David Cheap

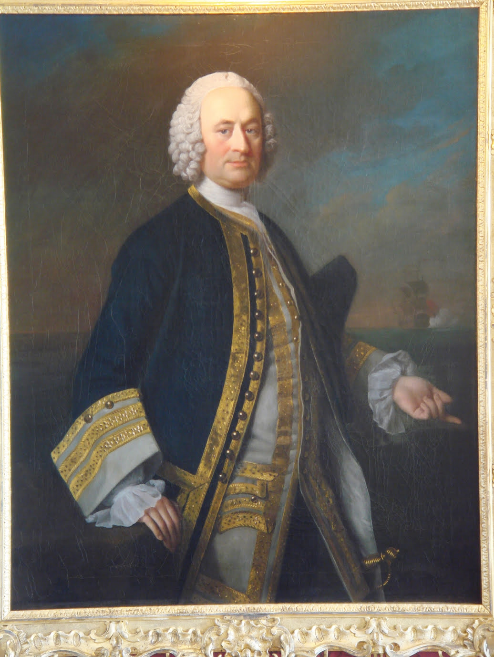
Gemälde von Kapitän David Cheap

David Cheap (* 1697; † 21. Juli 1752) war ein schottischer Offizier der Royal Navy.

## Leben
David Cheap erlange Bekanntheit als Kapitän der Wager, welche im Mai 1741 an der Küste der Isla Wager im chilenischen Patagonien Schiffbruch erlitt. Während des 1739 ausgebrochenen War of Jenkins’ Ear zwischen Spanien und Großbritannien, wurde der damalige Leutnant Cheap zum Dienst unter Kommodore George Anson berufen, dem Kommandanten einer Expedition in den Pazifischen Ozean. Als der ursprüngliche Kapitän der Wager während der Fahrt durch den Südatlantik auf See starb, übertrug Anson Cheap das Kommando über das Schiff.
Cheaps Führung der Wager vor dem Schiffbruch und seine Versuche, die ehemalige Besatzung danach zu kontrollieren, werden bis heute umstritten diskutiert. Cheap war ein unbeliebter Kommandant, und nach der Havarie weigerte sich die Mehrheit seiner Besatzung, seinen Anweisungen zu folgen. Der Offiziersbefehl ermächtigte Offiziere zu diesem Zeitpunkt nur zum Kommandieren ihrer Schiffe, und der Sold der Seeleute endete, wenn ein Schiff sank. Seine ehemalige Mannschaft glaubte daher, dass Cheaps formelle Autorität über sie endete, als das Schiff unterging. Seine Autorität über die Überlebenden schwand zusehends, besonders aber nachdem er eigenwillig den Mittschiffsmann Henry Cozen ohne ein vorheriges Verfahren erschoss. In Folge dieses Autoritätsverlusts spaltete sich die Gruppe der Überlebenden in mehrere Lager. Die meisten Überlebenden versuchten im Langboot des Schiffes unter dem Kommando des ehemaligen Kanoniers, John Bulkeley, in Sicherheit zu segeln. Nachdem Cheap und drei seiner ehemaligen Offiziere von Chono-Führern an die chilenische Küste gebracht worden waren, wurden sie von den spanischen Behörden festgenommen und kehrten erst Jahre später nach Großbritannien zurück, nachdem Bulkeley bereits einen Bericht über die Reise veröffentlicht hatte, der Cheap in einem schlechten Licht darstellte.
Nachdem Cheap zurückgekehrt war und seinen Bericht bei der Admiralität eingereicht hatte, wurde ein vollständiges Kriegsgericht zur Untersuchung des Verlusts der Wager einberufen. Alle Überlebenden der Wager wurden angewiesen, sich für das Kriegsgericht an Bord der HMS Prince George in Spithead zu melden. Obwohl Cheap die Männer, die ihn zurückgelassen hatten, wegen Meuterei anklagen wollte, sah er davon ab, nachdem ihm nahegelegt worden war, dass solche Anschuldigungen dazu führen könnten, dass er des Mordes an Cozens bezichtigt würde. Keinem der Zeugen war zu diesem Zeitpunkt bekannt, dass die Admiralität beschlossen hatte, im Rahmen des Kriegsgerichts die Ereignisse nach dem Schiffbruch nicht zu untersuchen. Nach Zeugenaussagen und Befragungen wurden fast alle Männer umgehend von jeglichem Fehlverhalten freigesprochen.
Anschließend wurde Cheap zum Postkapitän befördert und zum Kommandanten des 40-Kanonen-Schiffs Lark ernannt. Diese Ehrungen geben einen Hinweise darauf, dass die Admiralität seine Fehler als zweitrangig gegenüber seiner Loyalität zur Royal Navy sah. Er starb 1752. Seine Dienstakten, Berichte, sein Testament und sein Tod sind im britischen Nationalarchiv verzeichnet.